# Gustavo Martín Garzo
Gustavo Martín Garzo (Valladolid, 13 febbraio 1948) è uno scrittore spagnolo.

## Biografia
Nato a Valladolid nel 1948 da Emilia Garzo e Alberto Martín, dopo aver studiato ingegneria a Madrid, si è laureato in lettere e filosofia con specializzazione in psicologia e ha iniziato ad esercitare come psicologo clinico nella città natale.
A partire dal suo esordio nel 1986 con Luz no usada, ha pubblicato numerosi romanzi, raccolte di racconti, libri per ragazzi e opere di saggistica spaziando tra diversi generi letterari.
Tra i riconoscimenti ottenuti si ricorda il Premio Nadal del 1999 per Las historias de Marta y Fernando, romanzo incentrato sull'analisi della vita di una coppia.
Fondatore delle riviste Un ángel más e El signo del gorrión, ha collaborato con numerose testate e quotidiani e le sue opere sono state tradotte in inglese, francese, tedesco, greco, danese e portoghese.

## Vita privata
Sposatosi con la scrittrice Esperanza Ortega nel 1974, dalla loro unione sono nati Elisa nel 1980 e Manuel nel 1983.

## Opere

### Narrativa
- Luz no usada (1986)
- Una tienda junto al agua (1991)
- El amigo de las mujeres (1991)
- La voce delle sorgenti (El lenguaje de las fuentes, 1993), Milano, Frassinelli, 1996 traduzione di Franco Mimmi ISBN 88-7684-394-9.
- Marea oculta (1993)
- La principessa incompleta (La princesa manca, 1995), Milano, Frassinelli, 2000 traduzione di Alessandra Riccio ISBN 88-7684-596-8.
- La vida nueva (1996)
- Los cuadros del naturalista (1997)
- Ña y Bel (1997)
- El pequeño heredero (1997)
- Las historias de Marta y Fernando (1999)
- El valle de las gigantas (2000)
- La soñadora (2001)
- Tutto sulle mamme (Pequeño manual de las madres del mundo, 2003), Milano, Frassinelli, 2006 traduzione di Michela Finassi Parolo ISBN 88-7684-917-3.
- Los amores imprudentes (2004)
- Mi querida Eva (2006)
- El cuarto de al lado (2007)
- El jardín dorado (2008)
- La carta cerrada (2009)
- Tan cerca del aire (2010)
- Y que se duerma el mar (2012)
- La puerta de los pájaros (2014)
- Donde no estás (2014)
- No hay amor en la muerte (2017)
- La ofrenda (2018)

### Narrativa per l'infanzia
- Una miga de pan (2000)
- Tres cuentos de hadas (2003)
- Dulcinea y el caballero dormido (2005)
- Un regalo del cielo (2007)
- El pacto del bosque (2010)

### Saggi
- El pozo del alma (1995)
- El hilo azul (2001)
- El libro de los encargos (2003)
- La calle del paraíso (2006)
- Sesión continua (2008)
- Una casa de palabras (2013)

## Premi e riconoscimenti
- Premio Nacional de Narrativa: 1994 vincitore con La voce delle sorgenti
- Premio Nadal: 1999 vincitore con Las historias de Marta y Fernando
- Premio Nacional de Literatura Infantil y Juvenil : 2004 vincitore con Tres cuentos de hadas
- Premio Castilla y León de las Letras: 2007 alla carriera
- Premio de Novela Ciudad de Torrevieja: 2010 vincitore con Tan cerca del aire